# 竹橋町 (名古屋市)
竹橋町（たけばしちょう）は、愛知県名古屋市中村区の地名。住居表示が実施されている。

## 地理
名古屋市中村区東部に位置する。東は椿町、西は則武本通、南は太閤四丁目・太閤通、北は則武二丁目に接する。

## 歴史

### 町名の由来
当地に竹橋と呼ばれる小塚があったことに由来する。

### 町名・町界の変遷
- 1940年（昭和15年）
  - 5月1日 - 中村区米野町の一部により、同区竹橋町が成立[5]。字の対照は以下の通り[5]。
    - 竹橋町1丁目：米野町字牧野裏の一部
    - 竹橋町2丁目：米野町字中田の一部

  - 5月18日 - 則武耕地整理組合地区内、牧野町・米野町・則武町の各一部を編入[6][7]。字の対照は以下の通り[6][7]。
    - 竹橋町1丁目：牧野町字外郷・字砂田、米野町字牧野裏、則武町字大和田の各一部
    - 竹橋町2丁目：米野町字牧野裏・字中田、則武町字大和田・字稲ブラの各一部
- 1941年（昭和16年）1月1日 - 竹橋町1丁目に、米野町字中田の一部を編入する[8]。
- 1974年（昭和49年）8月11日 - 竹橋町1丁目・2丁目および椿町2丁目、太閤通2丁目・3丁目、則武町5丁目、則武本通3丁目の各一部により、竹橋町が成立する[1]。竹橋町を含む駅西地区で住居表示が実施される[9]。

## 世帯数と人口
2020年（令和2年）10月1日現在の世帯数と人口は以下の通りである。
| 町丁   | 世帯数    | 人口    |
| ------ | --------- | ------- |
| 竹橋町 | 1,225世帯 | 1,785人 |

### 人口の変遷
国勢調査による各年10月1日時点の人口は以下の通りである。
| 1950年（昭和25年） | 1,568人 | [ 10 ] |  |
| 1955年（昭和30年） | 1,752人 | [ 10 ] |  |
| 1960年（昭和35年） | 2,018人 | [ 11 ] |  |
| 1965年（昭和40年） | 2,072人 | [ 12 ] |  |
| 1970年（昭和45年） | 1,748人 | [ 13 ] |  |

| 1970年（昭和45年） | 3,118人 | [ 14 ]    |  |
| 1975年（昭和50年） | 2,582人 | [ 14 ]    |  |
| 1980年（昭和55年） | 2,268人 | [ 15 ]    |  |
| 1985年（昭和60年） | 2,144人 | [ 16 ]    |  |
| 1990年（平成2年）  | 1,907人 | [ 17 ]    |  |
| 1995年（平成7年）  | 1,894人 | [ 18 ]    |  |
| 2000年（平成12年） | 1,915人 | [ 19 ]    |  |
| 2005年（平成17年） | 1,844人 | [ 20 ]    |  |
| 2010年（平成22年） | 1,817人 | [ 21 ]    |  |
| 2015年（平成27年） | 1,778人 | [ 22 ]    |  |
| 2020年（令和2年）  | 1,785人 | [ WEB 2 ] |  |

## 学区
市立小・中学校に通う場合、学校等は以下の通りとなる。小・中学校について学校選択制度は導入されておらず、番毎に各学校が指定されている。また、公立高等学校に通う場合の学区は以下の通りとなる。
| 小学校                                      | 中学校                                    | 高等学校 |
| ------------------------------------------- | ----------------------------------------- | -------- |
| 名古屋市立牧野小学校 名古屋市立ほのか小学校 | 名古屋市立黄金中学校 名古屋市立笈瀬中学校 | 尾張学区 |

## 施設
- 東海旅客鉄道新幹線鉄道事業本部名古屋運輸所 - 2番1号。1996年3月、銀行跡地に設置[新聞 1]。
- 名古屋市立牧野小学校[3] - 3番4号[23]。1927年12月開校[23]。
- 牧野公園[3] - 0.26 ha[24]。1950年開園[24]。
- 名古屋駅西銀座通商店街 - 北端の道路沿いに形成されている[3]。1969年3月に商店街振興組合を設立[25]。
- 名古屋太閤通三郵便局[3] - 22番11号[WEB 7]。
- 則武団地 - 36番31号[WEB 8]。旧中村区役所の上層、4階から最上階の10階までがUR賃貸住宅（旧：公団住宅）である[26]。

1989年時点では以下の施設が存在した。
- 大和銀行中村支店[3] - 1950年12月設置[27]。
- 中村区役所[3] - 1938年12月、仮庁舎から太閤通3丁目（現：竹橋町）に移転[26]。1965年1月、北側に新築・移転[26]。2023年1月、松原町の本陣小学校跡地に新築・移転[新聞 2]。
- 名古屋市水道局中村業務所[4] - 1956年1月、新築・移転[28]。1965年1月、中村区役所庁舎内に移転[26][28]。1990年代、黄金通1丁目に水道局中村ビルを新築して移転。
- 愛知県警察中村警察署牧野派出所[3] - 中村区役所庁舎1階にあった[4][29]。警察法改正により1994年11月、牧野交番に名称変更[新聞 3]。2010年3月に廃止され、牧野交番の管轄区域は名古屋駅西交番に移管された[29][30]。
- 愛知銀行中村支店 - 35番15号にあった。2023年9月に中京銀行（現在は愛知銀行と合併しあいち銀行）中村中央支店内に移転[WEB 9]。

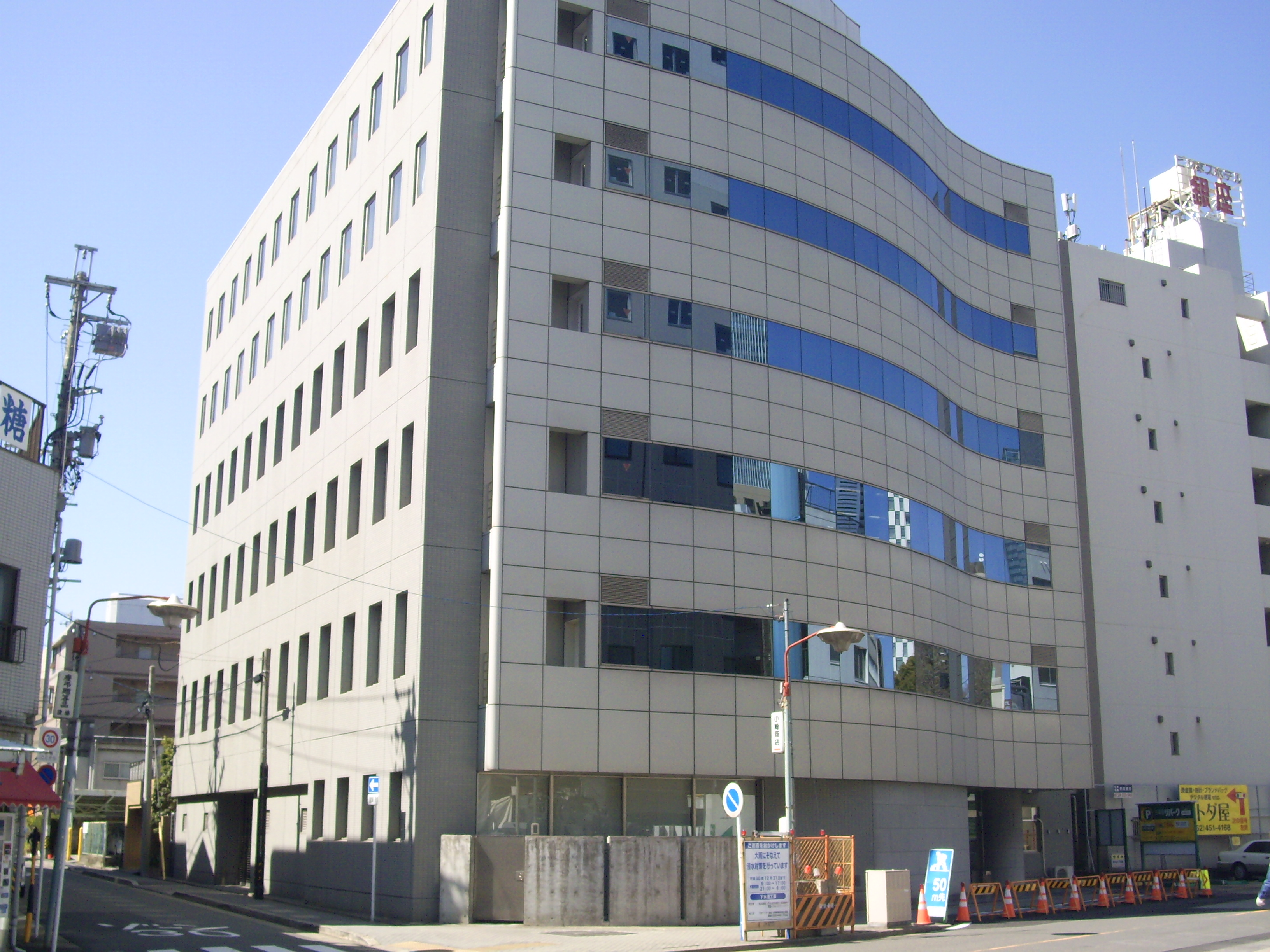
名古屋運輸所
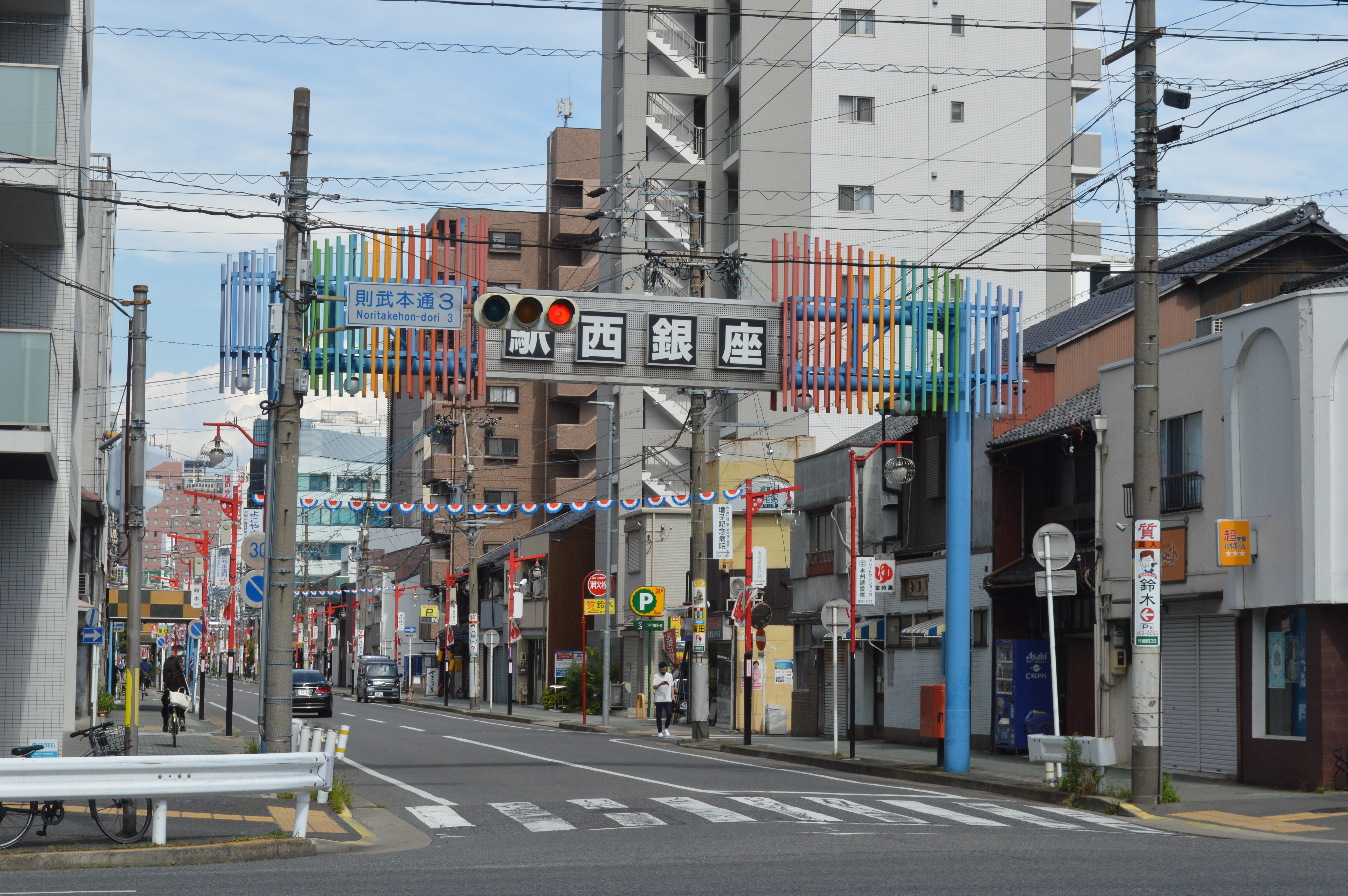
駅西銀座
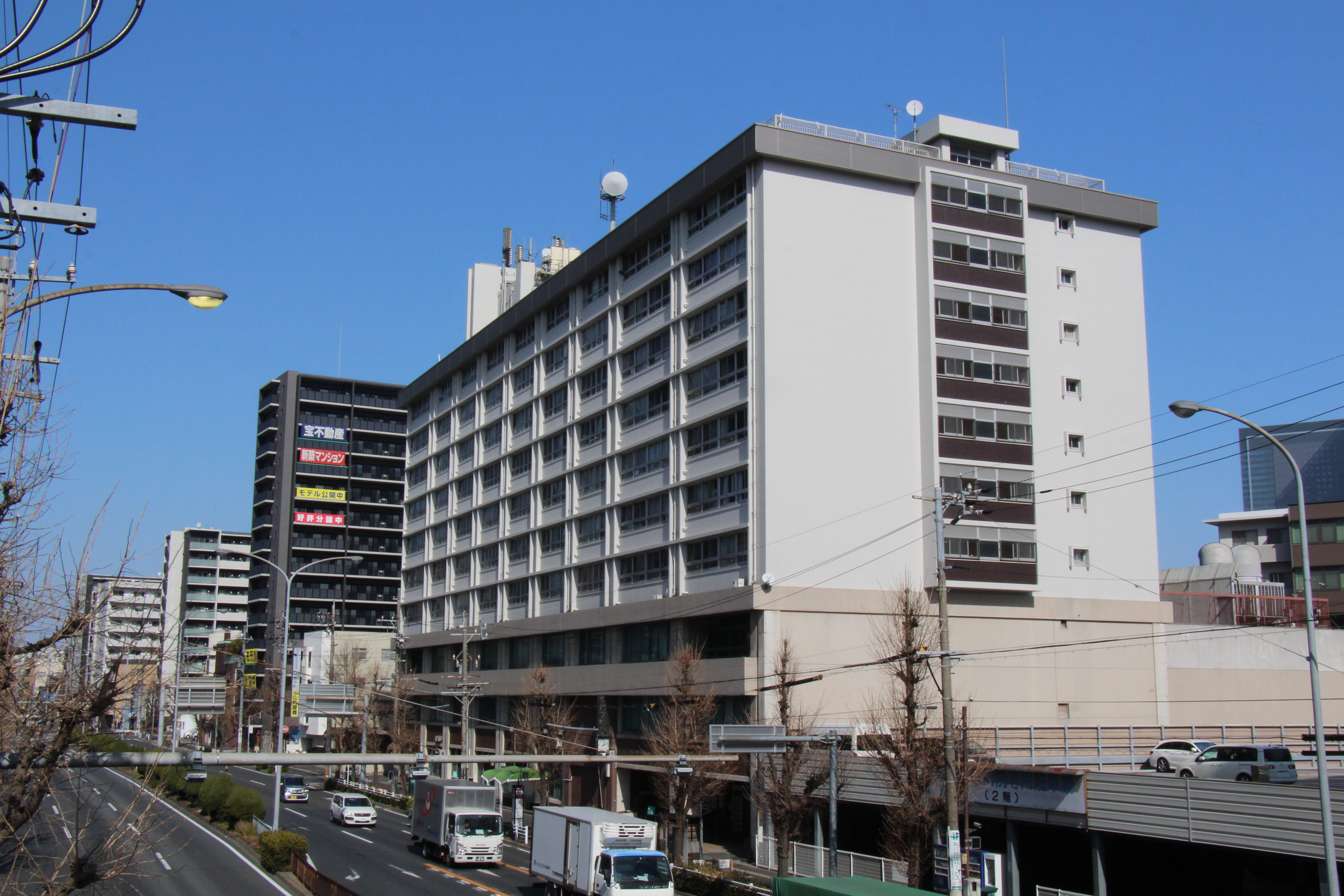
中村区役所・則武団地（2021年2月当時）
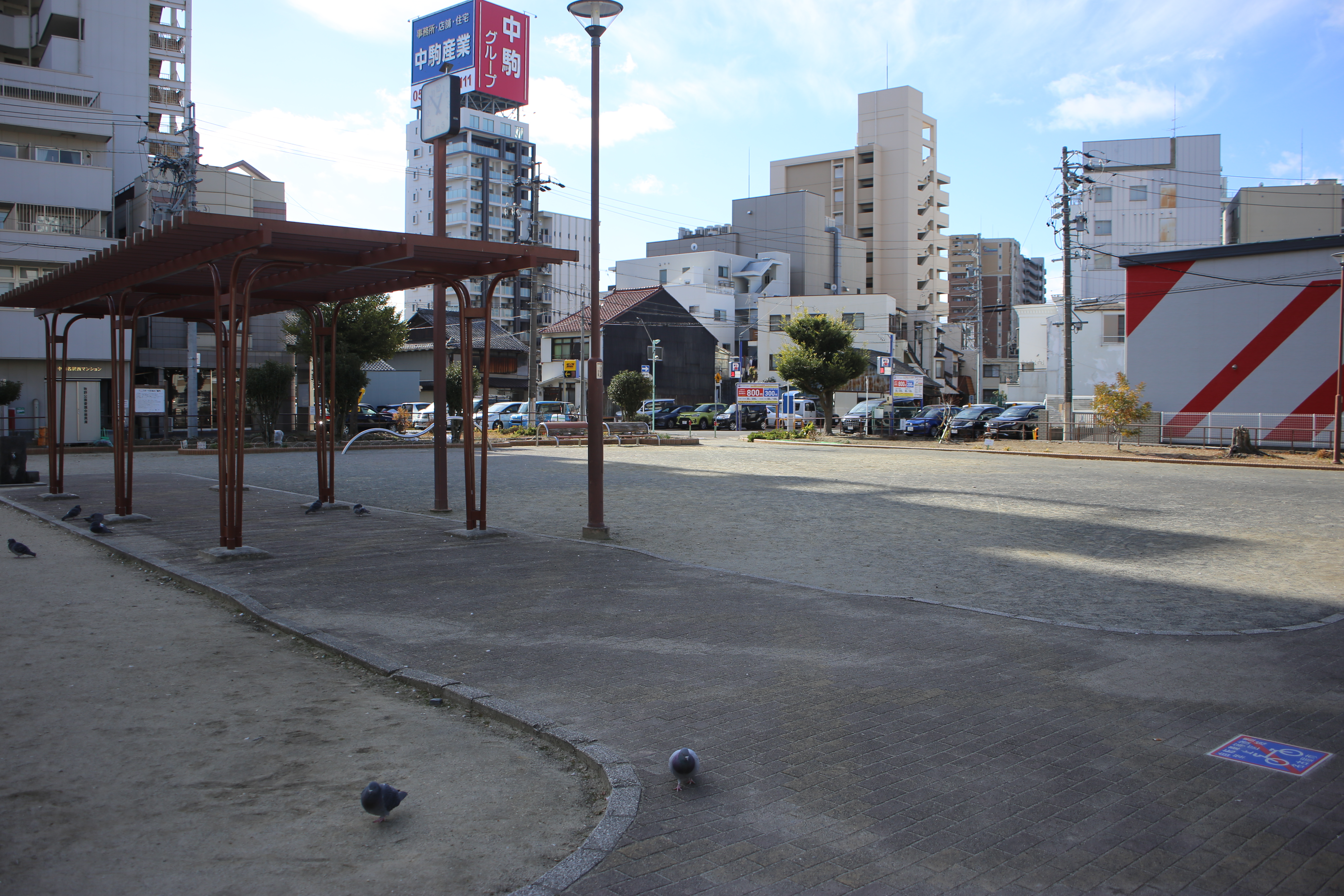
牧野公園
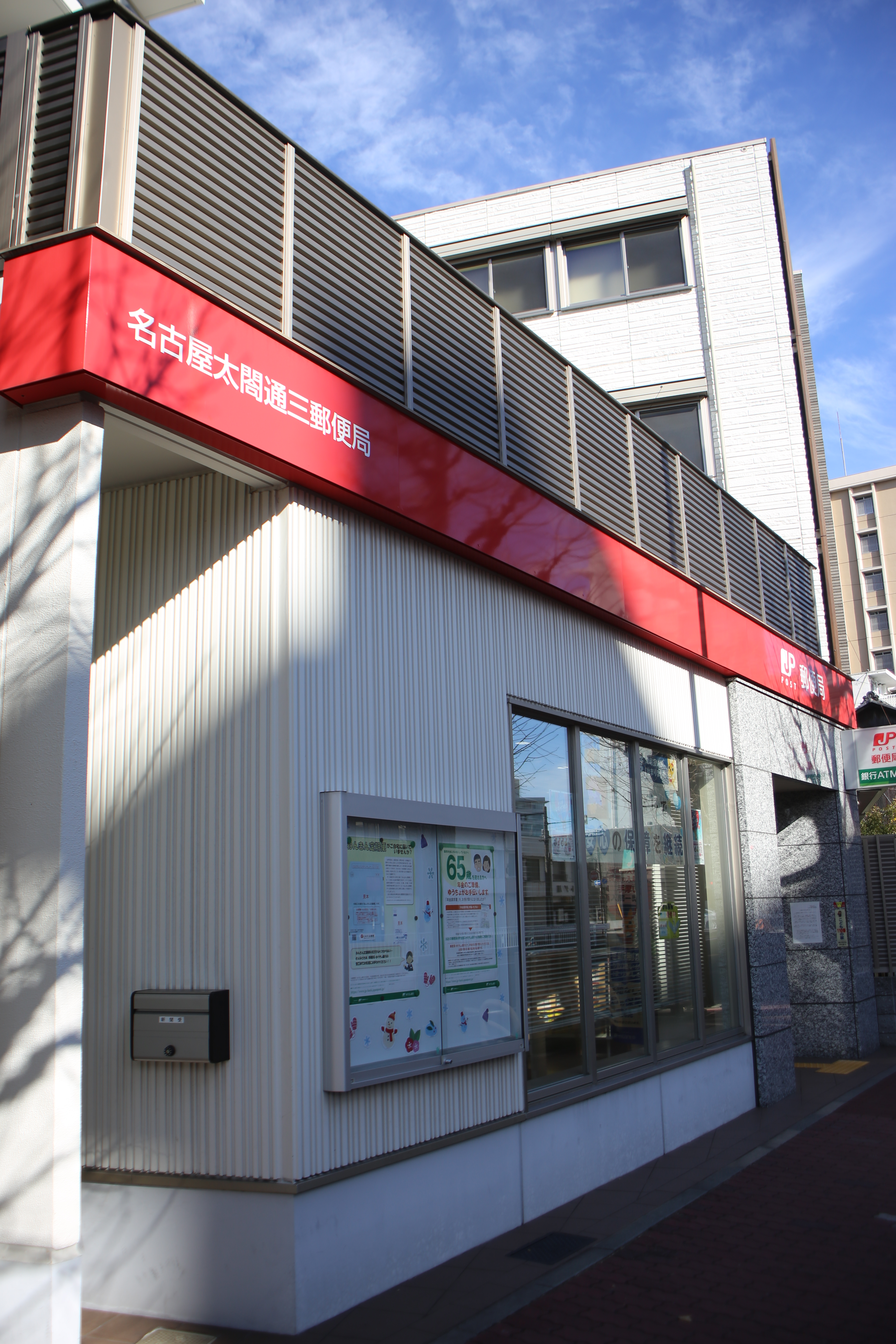
名古屋太閤通三郵便局
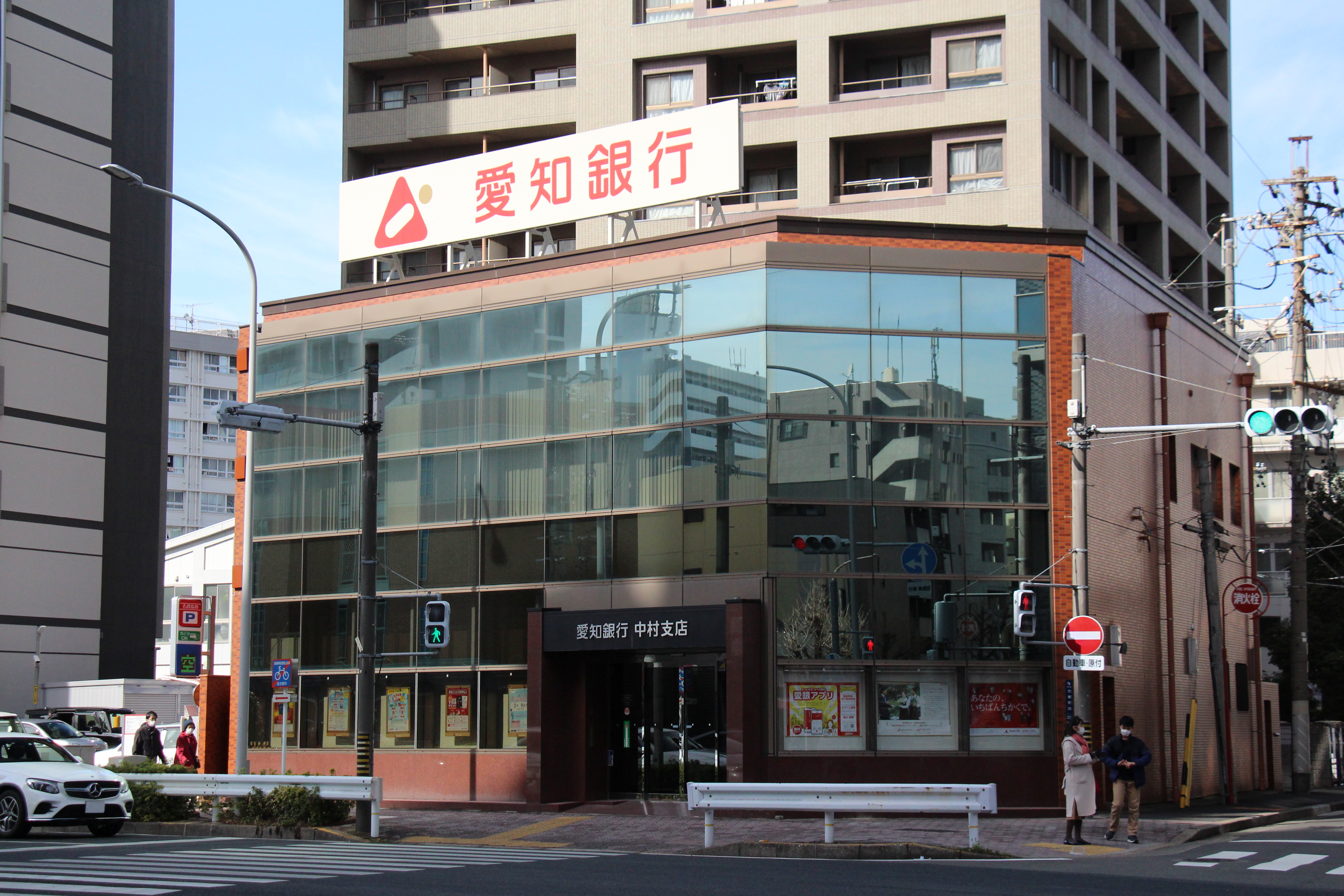
愛知銀行中村支店

### WEB
1. ↑  “愛知県名古屋市中村区竹橋町 (231050670)”. 国勢調査町丁・字等別境界データセット.   北本朝展. 2023年1月19日閲覧。
2. 1 2 3  名古屋市総務局企画部統計課 (2022年8月22日). “令和2年国勢調査 名古屋の町(大字)別・丁目別人口” (XLSX). 統計なごやweb版.   名古屋市. 2023年1月19日閲覧。
3. ↑  “市外局番の一覧”.   総務省. 2023年1月19日閲覧。
4. ↑  名古屋市役所市民経済局地域振興部住民課町名表示係 (2015年10月21日). “中村区の町名一覧”.   名古屋市. 2016年1月29日閲覧。
5. ↑  “市立小・中学校の通学区域一覧”.   名古屋市 (2018年11月10日). 2019年1月14日閲覧。
6. ↑  “平成29年度以降の愛知県公立高等学校（全日制課程）入学者選抜における通学区域並びに群及びグループ分け案について”.   愛知県教育委員会 (2015年2月16日). 2019年1月14日閲覧。
7. ↑  “名古屋太閤通三郵便局”.   日本郵政. 2023年1月20日閲覧。
8. ↑  “則武”. UR賃貸住宅.   都市再生機構. 2023年7月24日閲覧。
9. ↑  “愛知銀行と中京銀行の２拠点での共同店舗化について”.   愛知銀行. 2025年1月7日閲覧。

### 新聞
1. ↑  「新幹線の「勤務編成」 “名古屋飛ばし”なし JR東海 名古屋駅西に乗務員基地 来年3月完成予定」『中日新聞 朝刊』1995年6月7日、30面。
2. ↑  「新・中村区役所完成祝う　点在機関集約 来月4日業務開始」『中日新聞 朝刊 市民版』2022年12月21日、14面。
3. ↑  「「派出所」改め「交番」 愛知県警 親しみ込め看板替え」『中日新聞 夕刊』1994年11月1日、11面。

### 書籍
1. 1 2  中村区制施行50周年記念事業実行委員会記念誌編集委員会 1987, p. 443.
2. ↑  日本郵便 2022, p. 189.
3. 1 2 3 4 5 6 7 8 9  「角川日本地名大辞典」編纂委員会 1989, p. 1499.
4. 1 2 3  角川書店 1992, p. 265.
5. 1 2  中村区制施行50周年記念事業実行委員会記念誌編集委員会 1987, p. 435.
6. 1 2  「町名改称」『名古屋市公報』号外（一）、名古屋市役所、1–64頁、1940年6月17日。
7. 1 2  中村区制施行50周年記念事業実行委員会記念誌編集委員会 1987, p. 436.
8. ↑  中村区制施行50周年記念事業実行委員会記念誌編集委員会 1987, pp. 437–438.
9. ↑  中村区制施行50周年記念事業実行委員会記念誌編集委員会 1987, pp. 390, 400, 425.
10. 1 2  名古屋市企画室統計課 1957, p. 79.
11. ↑  名古屋市総務局企画部統計課 1962, p. 100.
12. ↑  名古屋市総務局企画部統計課 1967, p. 72.
13. ↑  名古屋市総務局行政企画部統計課 1972, p. 45.
14. 1 2  名古屋市総務局統計課 1977, pp. 47–48.
15. ↑  名古屋市総務局統計課 1982, pp. 81–82.
16. ↑  名古屋市総務局統計課 1986, p. 15.
17. ↑  名古屋市総務局企画部統計課 1994, pp. 28–29.
18. ↑  名古屋市総務局企画部統計課 1998, pp. 22–23.
19. ↑  名古屋市総務局企画部統計課 2003, pp. 20–21.
20. ↑  名古屋市総務局企画部統計課 2008, pp. 218–219.
21. ↑  名古屋市総務局企画部統計課 2013, pp. 238–239.
22. ↑  名古屋市総務局企画部統計課 2018, pp. 224–225.
23. 1 2  中村区制施行50周年記念事業実行委員会記念誌編集委員会 1987, p. 96.
24. 1 2  中村区制施行50周年記念事業実行委員会記念誌編集委員会 1987, p. 235.
25. ↑  中村区制施行50周年記念事業実行委員会記念誌編集委員会 1987, p. 66.
26. 1 2 3 4  中村区制施行50周年記念事業実行委員会記念誌編集委員会 1987, p. 131.
27. ↑  大和銀行四十年史編纂委員 1058, p. 668.
28. 1 2  中村区制施行50周年記念事業実行委員会記念誌編集委員会 1987, p. 248.
29. 1 2  中村区役所 編「中村区役所・牧野交番跡エリア利用者募集」『広報なごや（中村区版）』第754号、名古屋市、13頁、2010年10月1日。オリジナルの2010年11月3日時点におけるアーカイブ。
30. ↑  中村区役所 編「牧野交番が閉鎖され、名古屋駅西交番の管轄になりました」『広報なごや（中村区版）』第749号、名古屋市、13頁、2010年5月1日。オリジナルの2010年5月13日時点におけるアーカイブ。

### 統計資料
- 名古屋市企画室統計課「町別世帯および人口」『名古屋市統計年鑑』 昭和31年版、名古屋市企画室統計課、1957年3月20日、72–91頁。NDLJP:9547825/56。
- 名古屋市総務局企画部統計課「町別人口および世帯数」『名古屋市統計年鑑』 昭和36年、名古屋市総務局企画部統計課、1962年3月20日、93–111頁。NDLJP:9547830/64。
- 名古屋市総務局企画部統計課「町別世帯数および人口」『名古屋市統計年鑑』 昭和41年版、名古屋市、1967年3月20日、66–85頁。NDLJP:9547835/53。
- 名古屋市総務局行政企画部統計課「町別世帯数および人口」『名古屋市統計年鑑』 昭和46年版、名古屋市、1972年3月25日、38–57頁。NDLJP:9903600/35。
- 名古屋市総務局統計課「町別世帯数および人口」『名古屋市統計年鑑』 昭和51年版、名古屋市、1977年3月25日、40–63頁。NDLJP:9902430/35。
- 名古屋市総務局統計課「町別世帯数および人口」『名古屋市統計年鑑』 昭和56年版、名古屋市、1982年3月20日、72–101頁。NDLJP:9902955/52。
- 名古屋市総務局統計課 編『昭和60年国勢調査 名古屋の町（大字）別・年齢（3区分）別人口（昭和60年10月1日現在）』名古屋市、1986年3月31日。全国書誌番号:87005838。
- 名古屋市総務局企画部統計課 編『平成2年国勢調査 名古屋の町（大字）別・年齢別人口（平成2年10月1日現在）』名古屋市、1994年3月30日。全国書誌番号:94045412。
- 名古屋市総務局企画部統計課 編『平成7年国勢調査 名古屋の町（大字）別・年齢別人口（平成7年10月1日現在）』名古屋市、1998年3月。全国書誌番号:99010607。
- 名古屋市総務局企画部統計課 編『平成12年国勢調査 名古屋の町（大字）別・年齢別人口（平成7年10月1日現在）』名古屋市、2003年3月。全国書誌番号:20408215。2023年1月19日閲覧。
- 名古屋市総務局企画部統計課 編「第3部 町（大字）別集計」『平成17年国勢調査 名古屋市 小地域集計結果』名古屋市、2008年3月、205–256頁。全国書誌番号:21444423。2023年1月19日閲覧。
- 名古屋市総務局企画部統計課 編「第3部 町（大字）別集計」『平成22年国勢調査 名古屋市 小地域集計結果』名古屋市、2013年9月、225–276頁。全国書誌番号:22320771。2023年1月19日閲覧。
- 名古屋市総務局企画部統計課 編「第2部 町（大字）別集計」『平成27年国勢調査 名古屋市 小地域集計結果』名古屋市、2018年8月、211–261頁。全国書誌番号:23178325。2023年1月19日閲覧。